# Niandra LaDes and Usually Just a T-Shirt
Niandra Lades and Usually Just A T-shirt è il primo album solista di John Frusciante, primo ad essere realizzato dopo la fuoriuscita dai Red Hot Chili Peppers nel 1992. John Frusciante dedica l'album a Clara, figlia del compagno di band Flea.

## Formazione
Uscito nel 1994, l'album è diviso in 2 parti. La prima è una specie di concept con alla base un personaggio maschio-femmina che compare in copertina, Niandra Lades; la seconda, Usually Just a T-Shirt, è composta di brani senza titolo, abbozzi di canzoni, per la maggior parte strumentali.
La registrazione è effettuata con metodi molto semplici: Frusciante, chiuso in casa da solo ("Nail the strong wind tight to a door" dice Untitled # 11), con chitarra acustica ed elettrica, un mixer ed una tastiera.

## Tracce

### Niandra Lades
1. As Can Be - 2:57
2. My Smile Is A Rifle - 3:48
3. Head (Beach Arab) - 2:05
4. Big Takeover (cover dei Bad Brains) - 3:18
5. Curtains - 2:30
6. Running Away Into You - 2:12
7. Mascara - 3:40
8. Been Insane - 1:41
9. Skin Blues - 1:46
10. Your Pussy's Glued To A Building On Fire - 3:17
11. Blood On My Neck From Success - 3:09
12. Ten To Butter Blood Voodoo – 1:59

### Usually Just a T-Shirt
1. Untitled # 1 - 0:34
2. Untitled # 2 – 4:21
3. Untitled # 3 – 1:50
4. Untitled # 4 – 1:38
5. Untitled # 5 – 1:30
6. Untitled # 6 – 1:29
7. Untitled # 7 – 1:42
8. Untitled # 8 – 7:55
9. Untitled # 9 – 7:04
10. Untitled # 10 – 0:25
11. Untitled # 11 – 1:51
12. Untitled # 12 – 5:27
13. Untitled # 13 – 1:52